# 雷诺
雷诺汽車（法語：Renault S.A.）是法國車輛製造商，生產車輛種類包括小型車、中型車、休旅車及大型車（包含卡車和工程用車及巴士）等。雷諾首次進入美國市場銷售是1950年代及1960年代之间。2016年，雷诺汽车全球累计销量达3,182,625辆，同比增长13.3%，已连续四年实现增长，同時雷諾集團已成為歐洲第三大汽車集團。

## 公司架构
雷诺集团

### 汽车品牌
- 阿爾卑汽車（Alpine）
- 達契亞（Dacia）
- 雷诺（Renault）
- 雷諾韓國汽車（Renault Korea Motors）

## 歷史
雷諾建立於1898年，名為Société Renault Frères，由路易·雷诺和他的兄弟马塞尔·雷诺及费尔南·雷诺所創。路易是一個很有天份的車輛工程師，在與他的兄弟合開車廠前就已憑一己之力設計出不少車款。路易負責車輛的製造和設計，他的兄弟則負責公司經營。這對兄弟，很快就發現他們可以藉由賽車，提升自己的品牌知名度。而雷諾也在一次法國舉辦的「城市到城市」賽車奪冠。這也讓公司快速擴張。路易和马塞尔都有親自參與賽車。但马塞尔死於一場1903年巴黎-馬德里的賽事。馬塞爾身故後，路易即停止駕駛賽車，但他的公司卻仍然積極參與賽車活動。雷諾AK 90CV在1906年贏得最早的汽車大獎賽同年费尔南因為健康狀況不佳而退休，路易完全接掌公司營運。 
雷諾成立之初就顯現其車廠的發明實力。在1899年雷諾量產其第一台四門房車同年取得渦輪增壓的發明專利。在當時，汽車是很奢侈的東西，而一台最小型的雷諾車，要價3,000法郎，相當於當時一般勞工十年的薪水總合。除了一般汽車外，雷諾也製造計程車、巴士和貨車。而在一戰時（1914年至1918年）雷諾拓展到軍火製造，包括軍機和坦克。雷諾更在此時成為世界領先的飛機引擎製造商之一。值得一提的是，雷诺公司设计了世界上第一种使用旋转炮塔的坦克FT-17，它是一切现代坦克的鼻祖。雷諾在軍火製造的成功也受到協約國的肯定，他們認為其勝利來自於雷諾優異的後援。在一戰結束之後，雷諾成為法國第一大私人企業。

### 戰間期
在兩次世界大戰之間，路易雷諾擴大其公司規模，藉由生產農業機械以及工程機械。然而雷諾卻不敵小巧、低價又受歡迎的國民車，問題很快呈現在股價之上並對公司產生負面影響。

### 二次世界大戰及戰後
在第二次世界大戰，路易雷諾的工廠為納粹生產卡車。正因如此，他在1944年被捕而在他提出抗辯之前就逝世於獄中。也有傳言說他是被謀殺的。後來雷諾就被接管成為國營公司。在國營化之後雷諾迅速反擊對手，1946年由4CV出擊，它被認為是Morris Minor雪铁龙2CV和大眾的對手，由於此車的成功使它一直生產到1961。為了打響知名度。雷諾以4CV參加賽車，它贏得勒芒24小時耐久賽，Mille Miglia以及蒙地卡羅拉力賽4CV的後繼車是Dauphine，它賣的非常好，銷售遠至越南，非洲及北美洲。

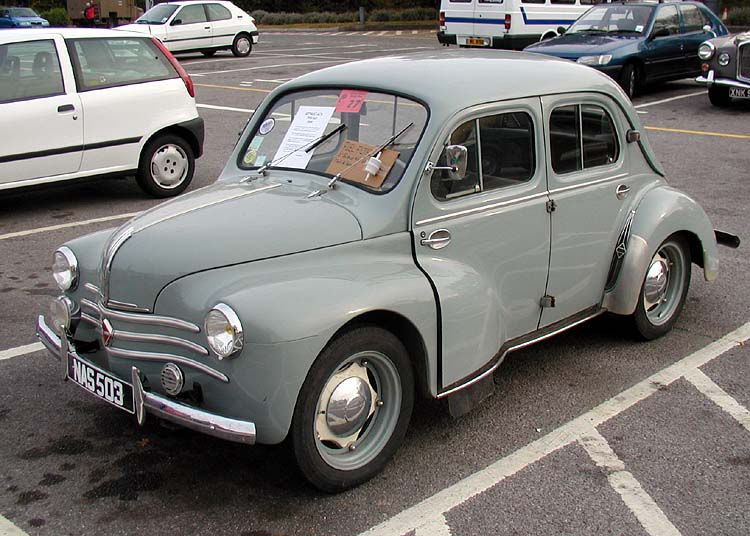
1956年雷諾4CV

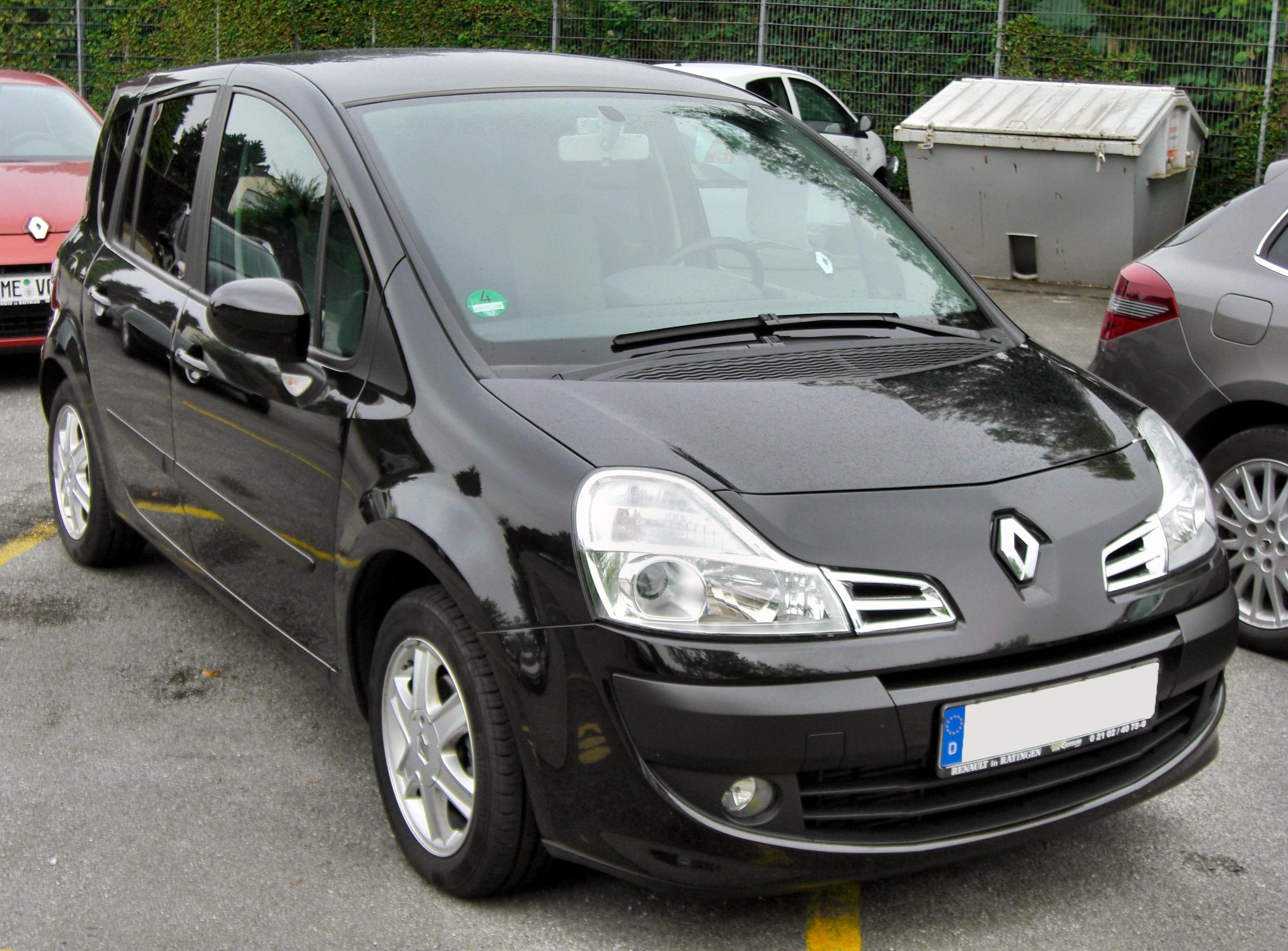
雷諾Modus (2009)

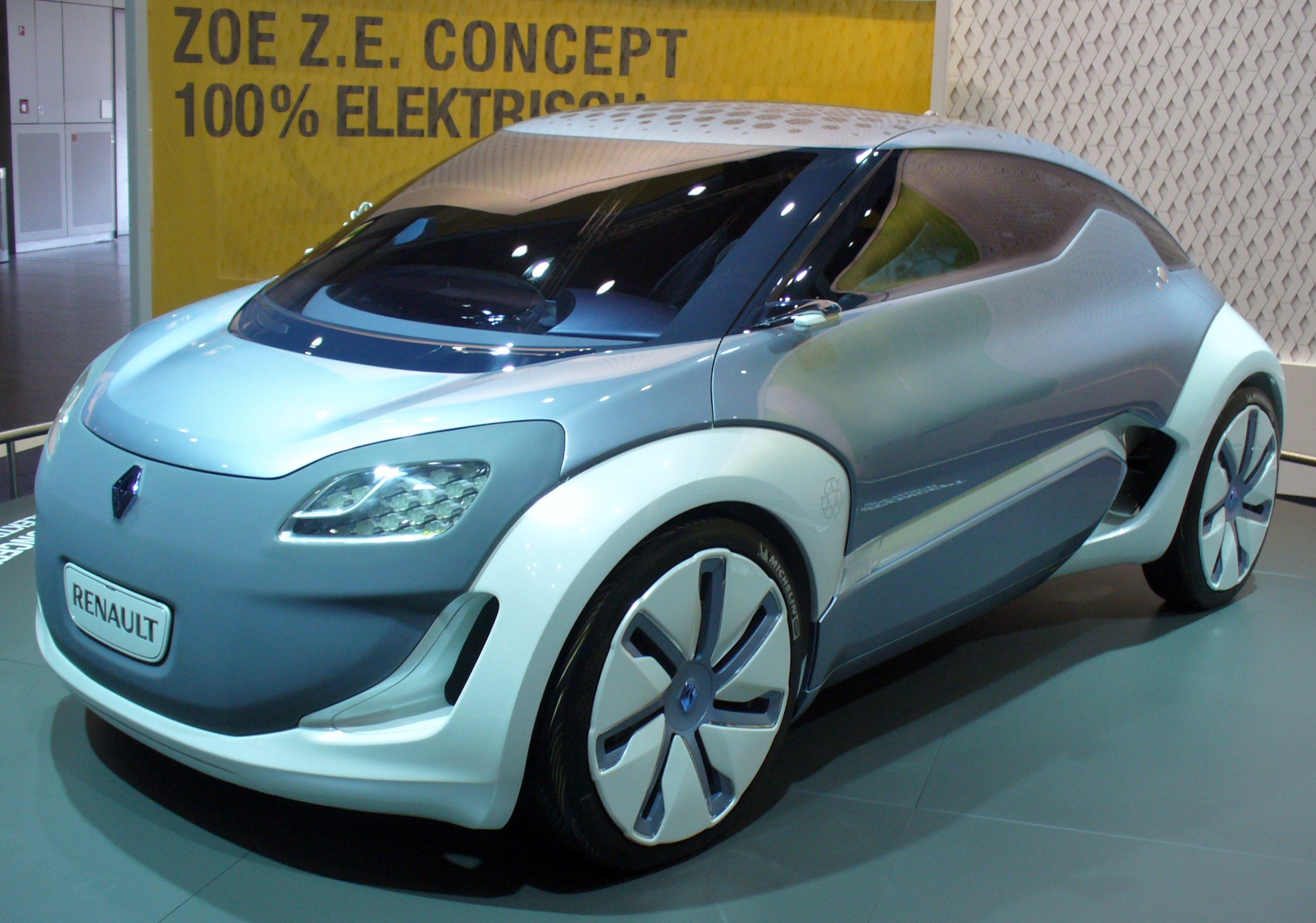
雷諾ZE電動車

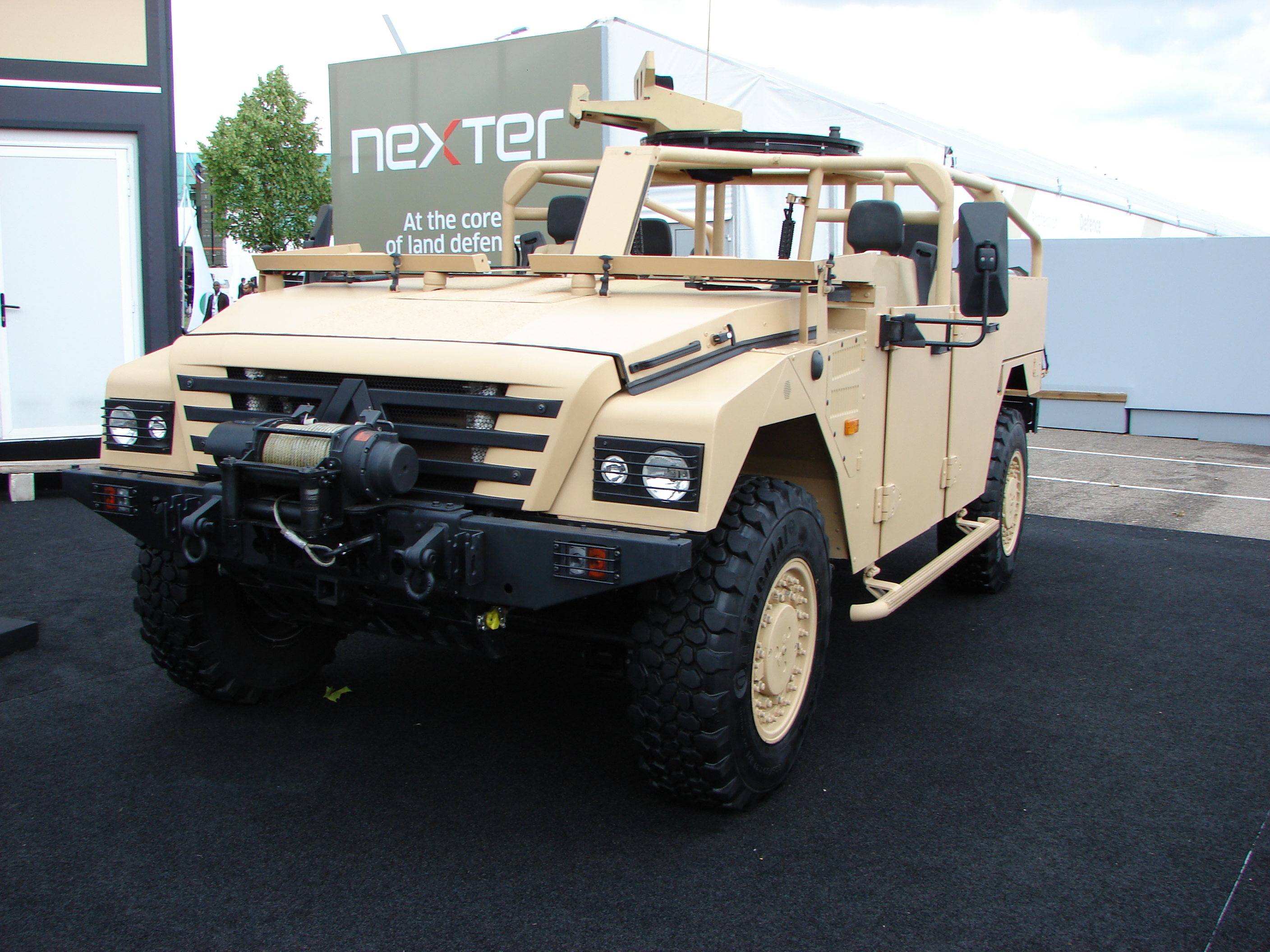
雷諾Sherpa HI裝甲戰鬥車

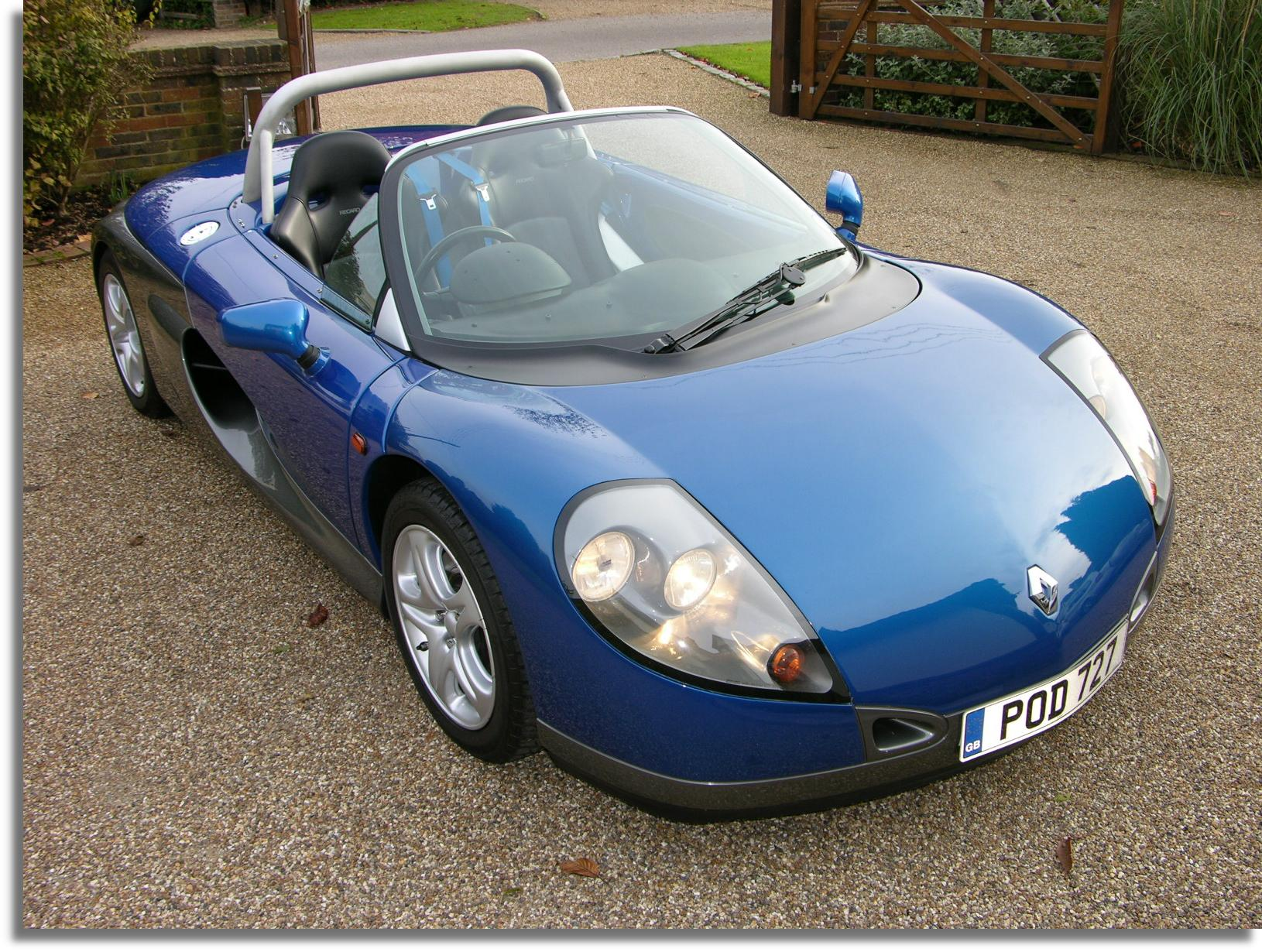
Spider跑車(2006)

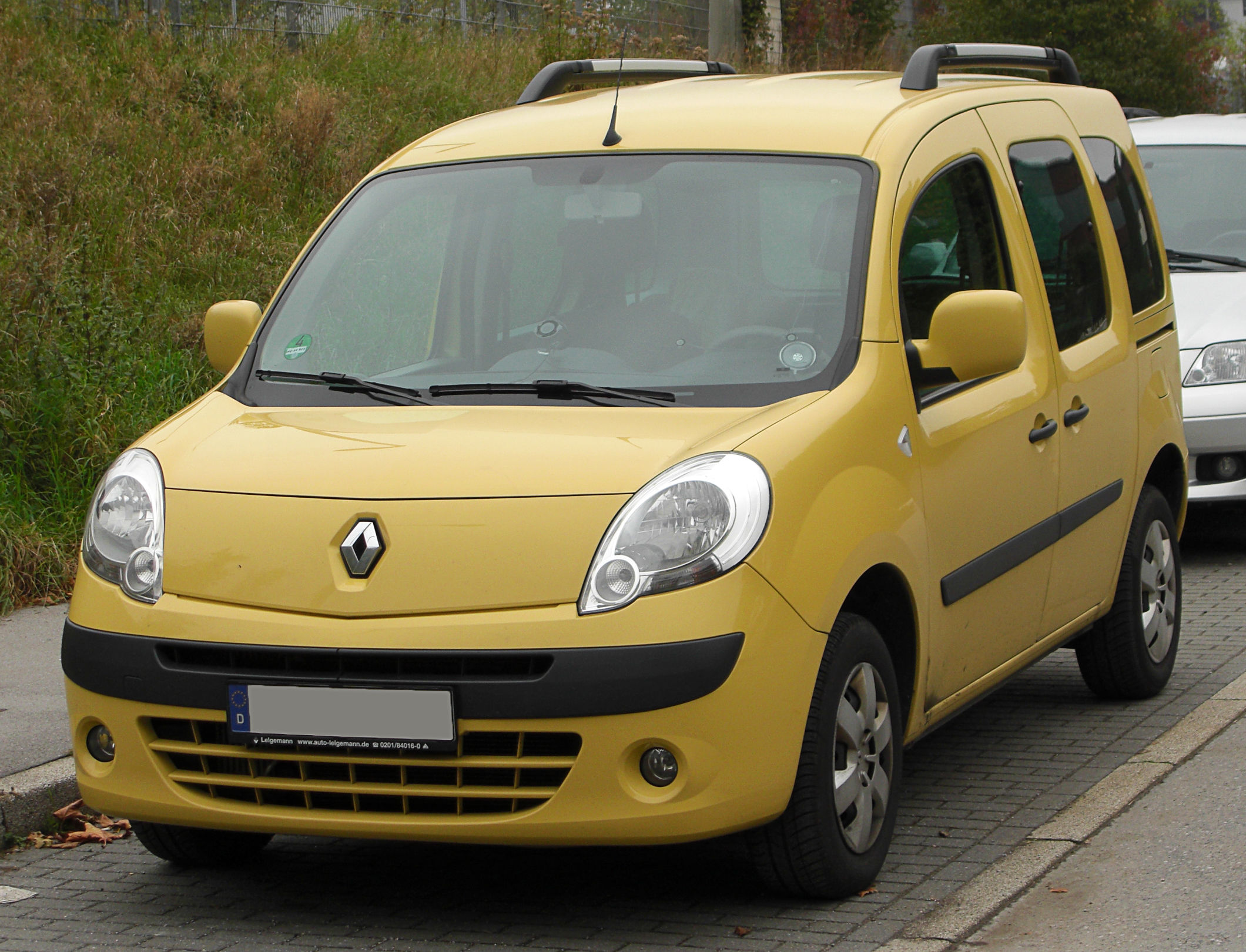
Kangoo II (2010)

但在北美的銷售不盡理想。為了挽回衰退的獲利，雷諾開發了兩款空前成功的車款雷諾4號以及雷諾8號分別在1961年及1962年上市。這兩個車款在越野賽成績斐然。除了4号和8號，雷諾透過1966年發表的雷諾16贏得高階市場的成功。這部車確保了雷諾的「掀背車發明者」名譽，其配置可摺疊的後座更為今日轎車的先驅。
經濟而功能出眾的雷諾5號在1972年問世，在1973年石油危機中一枝獨秀，創造空前成功銷售。它一直生產到1984年，後繼車Super5繼承五號許多元素。由於受到石油危機影響，雷諾擴展事業同時也擴展銷售範圍，最遠遠及東南亞。他們也想再度登陸北美洲市場，以前雷諾在北美除1950年代Dauphine車款在美國的銷售之外，雷諾在(1964年－1972年)曾請一家魁北克車廠（Saint-Bruno-de-Montarville）代工但是此方案不怎麼理想。最後在70年代中黯然退出北美市場。但之後石油危機的發生使得北美市場對經濟實惠的小車又有需求，雷諾又想要征戰北美市場。這次雷諾和AMC結盟。
這一次的合作只是一連串雷諾在1960年-1970年間的商業結盟之一。他們在當時還有和羅馬尼亞的達契亞結盟。而在阿根廷，雷諾也和當地車廠有密切合作。雷諾也與瑞典富豪和法國標緻簽訂技術合作條約。( PRV V6引擎即是例子之一。這俱引擎在70年代分別為雷諾30、標緻604以及富豪 264使用）雷諾在北美持續加碼對AMC的持股，到了1980年它已擁有百分之55的股份，由於這樣的持股關係也導致了雷諾主導Jeep品牌（AMC的子公司）在歐洲的銷售。也因此市場上有傳言Jeep XJ Cherokee是雷諾與AMC的一款合作研發車種，不過AMC堅持那是出自它們自己公司的設計，唯一可以確定的是，XJ Cherokee的前四連稈懸吊是出自於一個前雷諾工程師的設計。 
很不幸的，雷諾和AMC的合作並不成功，雷諾的歐洲車風格對多數美國人而言車身仍不夠大，雖然在石油危機之後，雷諾也推出幾款相當時髦的車款（例如80年代的雷諾GTA敞篷版；一台小車，但卻有電動啟閉敞篷和相對其級距算大的2.0升引擎），取代之前經濟實用的訴求。最終雷諾在1987年將AMC售予克萊斯勒而此舉也導致AMC這個牌子的消失，克萊斯勒只保留至今仍頗負盛名的Jeep。 
在70-80年代雷諾大力投入賽車，而其也在此時對汽車規格帶來革命。如當時推出的雷諾Espace被視為今日minivan的鼻祖。在之後的20年中它也是歐洲最為人知的minivan。第二代雷諾5號，贏得歐洲年度風雲車的雷諾9號以撞擊安全性良好的車身和當時最高級的雷諾車雷諾25號都為雷諾建立了聲譽。但與此同時命運乖舛的雷諾14號 卻也讓雷諾與品質不良漸畫上等號，這也是雷諾在80年代步上慘澹命運的前兆。

### 重建期
雖然在80年代雷諾算是有建樹的，但掩飾不了的是其財務上的危機。雷諾在1984年虧損達到125億法郎。政府於是安插乔治·贝斯到董事長之位。他大刀闊斧的降低支出，將非核心的部門都販售，幾乎完全退出所有的賽車活動，亦大量資遣員工。其行動雖使雷諾在86年停止虧損，但解雇大量勞工的舉動招致其被左派激進團體Action Directe暗殺。貝斯身故後，董事長一職由Raymond Lévy接替，但上任後之經營方針和前任董事長類似，1987年，雷諾終於在某種程度上，財務狀況達到穩定。
在走過80年代的危機之後，雷諾在90年代重生。他們再次製造出許多成功的車款；90年代初有Clio發表作為銷售傳奇的雷諾五號接班車種、第二代Espace、創意十足的Twingo（搭載無離合器手動排檔）、中大型房車Laguna及雷諾19號。在90年代中接替雷諾9號的雷諾19號發表，其接班車種雷諾Mégane更成為首部達到當時歐洲撞擊測試最高標準—Euro NCAP4星之車種，第二代Megane則是同級車第一輛拿下Euro NCAP撞擊安全五星的車，更早之前第二代雷諾Laguna則是汽車界首部拿下Euro NCAP撞擊安全五顆星的汽車。在1998雷諾發表Mégane Scenic一個全新級距的車款。一種只比中型房車略長，卻有如休旅車一般多變空間的車。
雷諾車廠在90年代時，在一級方程式賽事中，亦有亮眼表現。（詳見「賽車活動」篇）

### 民營化
雷諾於第二次世界大戰後，因政府接管而成為國營汽車公司。但隨時代進展，他們認清作為一個公營企業，多少牽制了雷諾的發展，使法國政府放手讓雷諾民營化。1996年開始，官股開始大量釋出股份，使民股佔有雷諾股份多數而由國營汽車公司轉為民營汽車公司，但政府至今仍持有雷諾15.7%之股份。
雷諾的民營化，最大的功臣是前董事長兼執行長Louis Schweitzer，他將雷諾帶領到新的方向，從德國福斯汽車挖角優秀設計師追求更有特色的設計，和保有獨創的傳統。雷諾在民營化之後得以加碼在東歐和南美的投資，包括設立新廠和升級原有廠房，在卡洛斯·戈恩接手之後，除了朝向既定目標邁進，他對日產的結盟增加了歐日車廠的技術合作，為雷諾加注了新的血液。

### 現況

2015－2021年雷諾的識別標誌

法國政府持有15.7%的雷諾股份。從1992年到2005年Louis Schweitzer是雷諾的董事長。在2005年，卡洛斯·戈恩（Carlos Ghosn）成為執行長，他也同時是日產汽車執行長，Louis Schweitzer 維持董事長一職。
雷諾在日本日產汽車（Nissan）陷入嚴重財務危機時買下日產百分之44.3的股份，他們也成立了雷諾-日產聯盟。日產則在2002年取得雷諾百分之十五的股份，但在雷諾汽車股東會裡沒有投票權，所以仍是由雷諾汽車控制日產汽車。雷諾也拥有三星汽車（現名雷諾三星）及達契亞，更包含百分之二十的富豪卡車部門股份。
雷諾汽車在法國經常是銷售第一名的汽車，在2004年英國的調查，雷諾是第五受歡迎的車廠，前四名為福特，佛賀，標緻和福斯；Renault Clio是目前在英國最受歡迎的法國車，是雷諾在歐洲暢銷十四年的車款。
在2004年雷諾—日產聯盟營業額成長43% 達到€35億，其中日產貢獻了€17.67億。雷諾集團全球銷售成長 4.2% 達到2,489,401 輛車。全球市佔率是4.1%。雷諾成為歐陸領先品牌由於百分之10.8的市佔率和總計1,800萬輛乘用車及輕型商用車的銷量。
2010年４月７日雷諾日產（Renault-Nissan Alliance）與戴姆勒（Daimler）合組全球第三大汽車聯盟，交叉持股3.1%，
戴姆勒將發給對方共3,290萬股，佔總股權比率3.1%，總值高達11.7億歐元（16億美元），由雷諾、日產平分，戴姆勒則同時獲得雷諾新股與日產現股各3.1%。
2016年三菱汽车爆发造假丑闻後，日產汽車收購三菱汽車34%的股權，在其納入雷諾日產聯盟後，使得雷诺成为两家公司的实质控制者。2023年2月，雷諾將其在日產43.3%的股份減少至15%，日產雷諾兩家股權結構轉為交叉持股15%。
2023年7月11日，雷诺集团和吉利集团签署合资协议，各自持有合资公司50%的股份。继2022年11月宣布框架协议后，雷诺集团与吉利控股集团和吉利汽车控股有限公司（0175.HK)签署了一项50:50的约束性合资协议，成立一家新公司，在全球范围内研发、制造和供应先进的混合动力总成和高效的燃油动力总成。
2024年5月31日，雷诺与吉利集团和吉利汽车合资成立研发动力总成技术的皓思动力总成，总部设于英国伦敦，雷诺和吉利各持有新公司50%股份。

### 時間表
- 1898年 - 路易雷諾創立雷諾。
- 1979年到1987年，雷諾掌控American Motors(AMC)的經營權，後來在1987售予克萊斯勒。
- 1986年 - 在四月九號法國政府控制雷諾的民營化。
- 1992年 - Louis Schweitzer成為集團董事長。
- 1992年 - 雷諾威廉士車隊奪下雷諾史上第一個F1車手與車隊冠軍。
- 1996年 - 公司最終民營化，名為Renault S.A.。
- 1997年 - 雷諾達成F1車隊冠軍6連霸(車隊冠軍：92、93、94、95、96、97；共六個年度)
- 1999年 - 雷諾買下岌岌可危的日產汽車百分之35的股票。公司副董事長Carlos Ghosn被指派負責營運雷諾—日產聯盟。
- 2001年 - 雷諾工程車部門(Renault Véhicules Industriels)售予富豪集團，之後易名Renault Trucks。
- 2002年 - F1班尼頓車隊被雷諾完全收購；雷諾車隊成立。
- 2005年 - 卡洛斯·戈恩成為總裁。
- 2005年 - 雷諾以完全廠隊奪下F1車手與車隊冠軍。

## 雷諾在大中華區

### 中国大陆

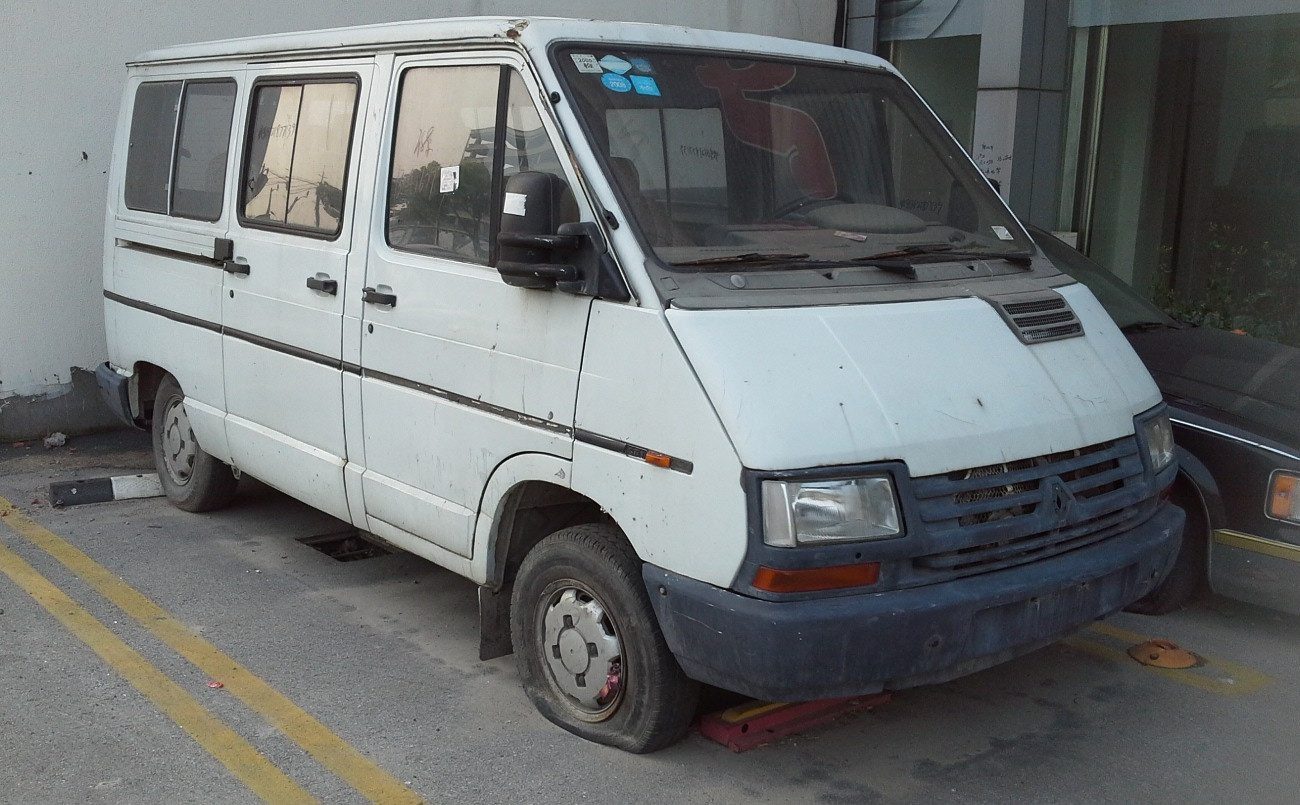
三江雷諾塔菲克

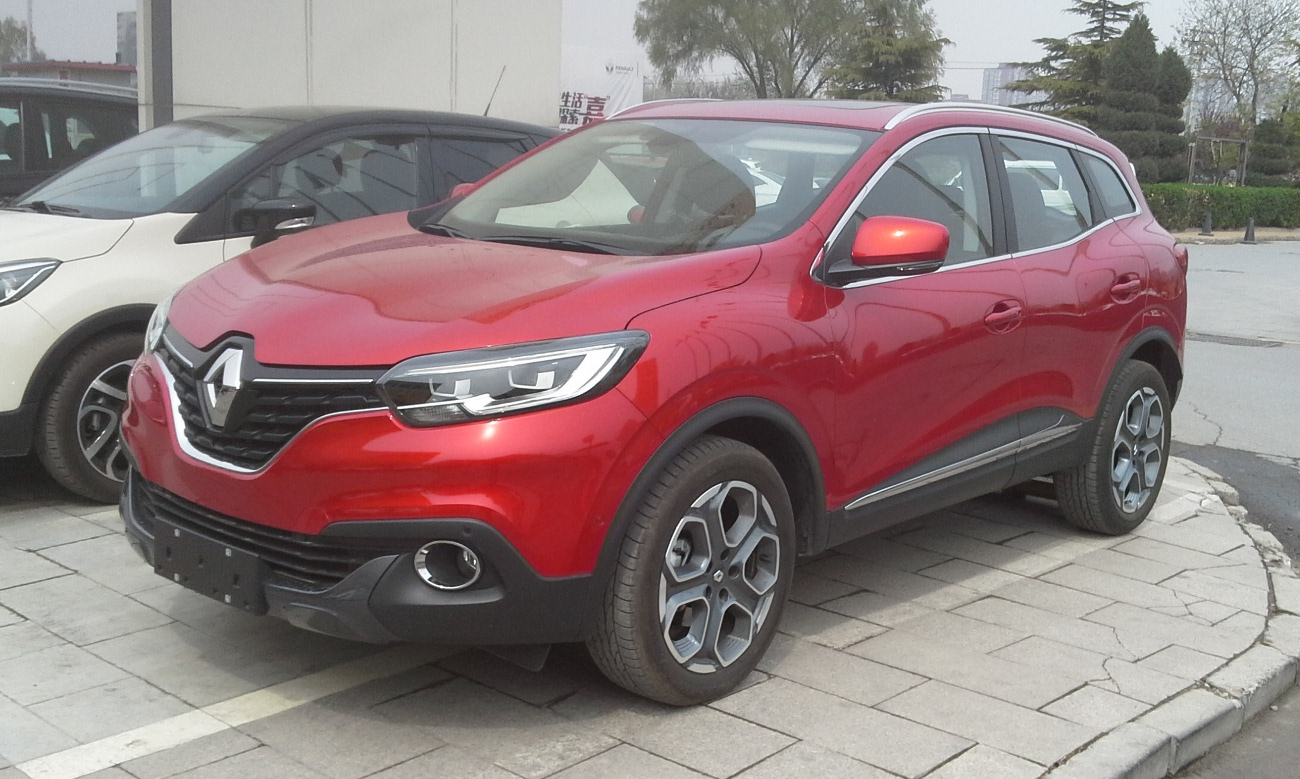
東風雷諾科雷嘉

雷諾在中國的佈局相較於其他外資車廠是相當遲緩的，1997年在湖北孝感和航天部下属的三江集团合作生产雷诺Trafic（塔菲克），曾使许多商家翘首以待，也让江鈴的福特全顺（Transit）。可惜，这款车在合资公司的10年生涯里总销售量不超过2,000台，最后黯然结业。
2013年12月，东风汽车与雷诺正式签约合资项目。而后于2016年2月，东风雷诺武汉工厂正式竣工投产。至2017年5月，东风雷诺共有两款在产车型，分别为科雷傲（Koleos）和科雷嘉（Kadjar）。
2017年7月4日華晨中國與雷諾訂立框架合作協議，雷諾同意以1元人民幣收購，瀋陽華晨金杯汽車有限公司之49%股本權益

### 香港

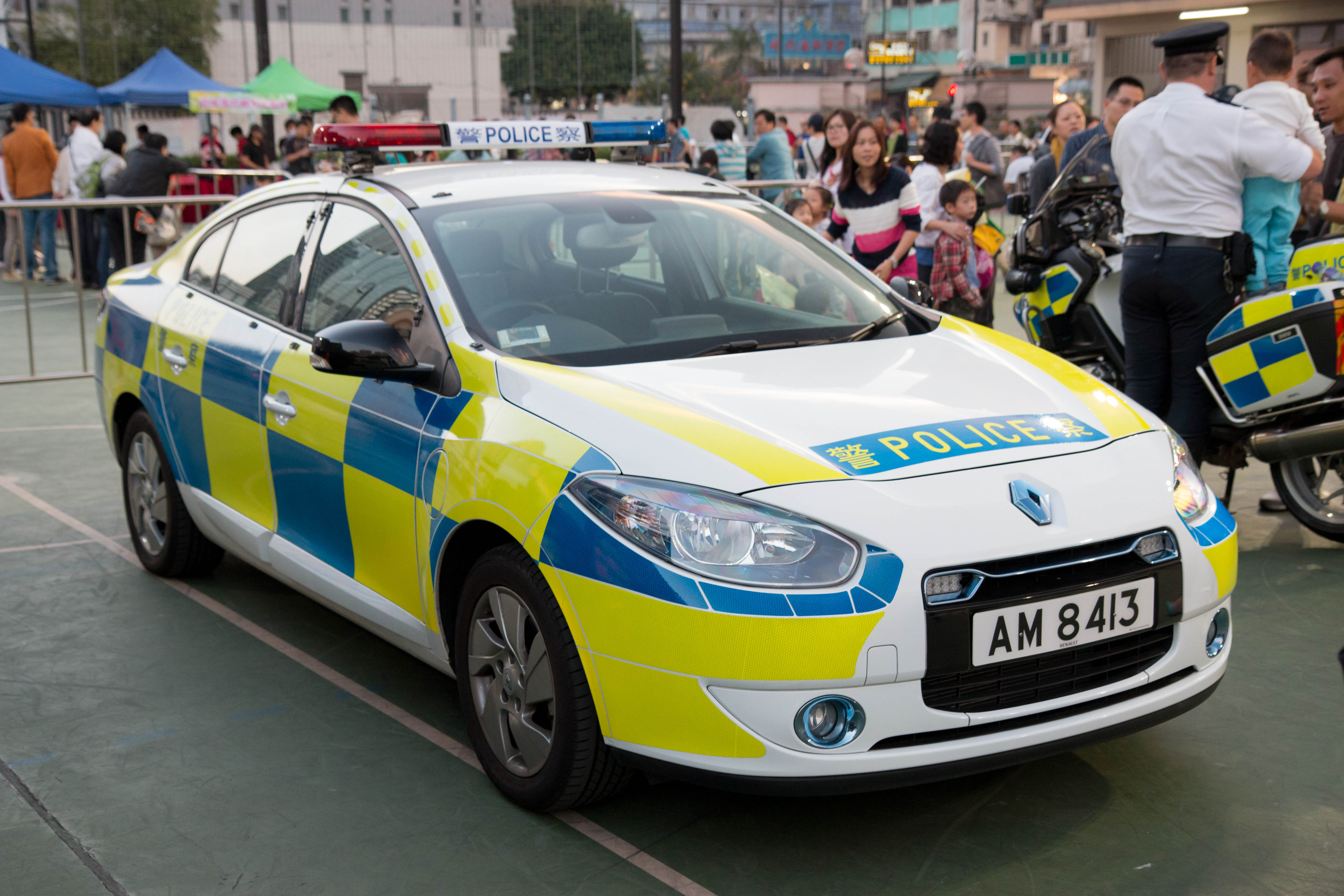
香港交通警的雷諾Fluence ZE警車

雷諾在香港的業務只算小本經營，而代理商已經有四次變動，包括有華南汽車、大昌行、捷成洋行以及現時的維信汽車，引進車款包括Grand Scenic、Modus, Clio GT 1,200cc,以及Megane RS等。
值得留意的是，在大昌行代理年代的雷諾汽車的中文譯名曾經以其英文名字Renault直接譯名為威龍，直至1994年捷成洋行接手後才跟隨大中華地區使用現時流行的譯名 — 雷諾。

### 臺灣

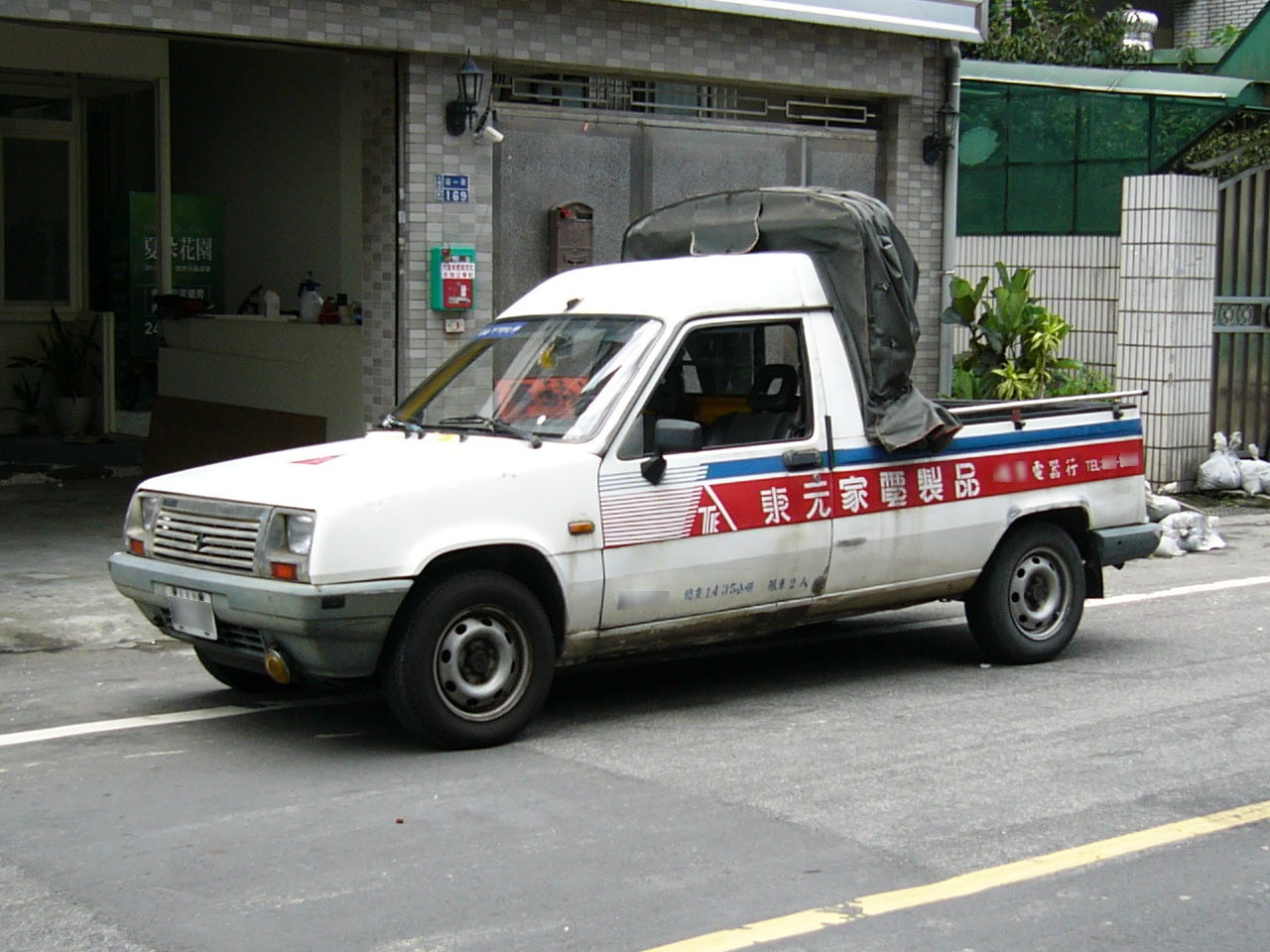
基隆市的一輛雷諾紅龍

雷諾在1981年和臺灣汽車代工廠三富汽車合作。三富成立於1966年，早期以代工日本富士汽车的汽車為主，在1983年推出第一款台製雷諾—「雷諾9號」。雷諾借三富之力，自1983-1990年代初期，由雷諾9號、紅龍、R19創下台製車銷售佳績。相對於勢力龐大的日系台製車，算是一枝獨秀。而在1987年三富和富士解約，同時成立「山通企業」代理雷諾進口車。1989年，三富自主設計「紅龍」商用車，獲得雷諾掛牌銷售許可。1990年，台製R19上市。1994年，台製Twingo上市。但自1994年的Twingo之後，三富就專注於進口車上。三富除了代工製造雷諾車以外，也引進不少雷諾車款：如雷諾25號，此車在當時可是高級進口車；Espace一到三代車款；Megane Scenic，是三富最後的進口代表作。雷諾在1999年一度退出，形成台灣業務上的空窗期。1999年，台灣企業巨擘台塑集團買下三富汽車所有設備和廠房，欲自建汽車品牌；雷諾也因此和其洽談合作事宜，但雙方不歡而散，雷諾黯然退出台灣市場。2000年，因為雷諾和日產汽車結盟，台灣最老的汽車製造商也是日產的台灣事業夥伴裕隆汽車順勢接手成為總代理。2000年，雷諾借裕隆回歸台灣市場之後，曾遭多方猜測雷諾想借裕隆在台灣的汽車代工實力再創往日台製雷諾車的輝煌，不過雷諾和裕隆都持觀望態度；反倒是雷諾借重於裕隆強大的廣告行銷實力，將其塑造出以「法國時尚」為號召的高級進口車形象。在2009年後漸漸沒落並不再有新車，等同退出台灣市場。

## 賽車活動

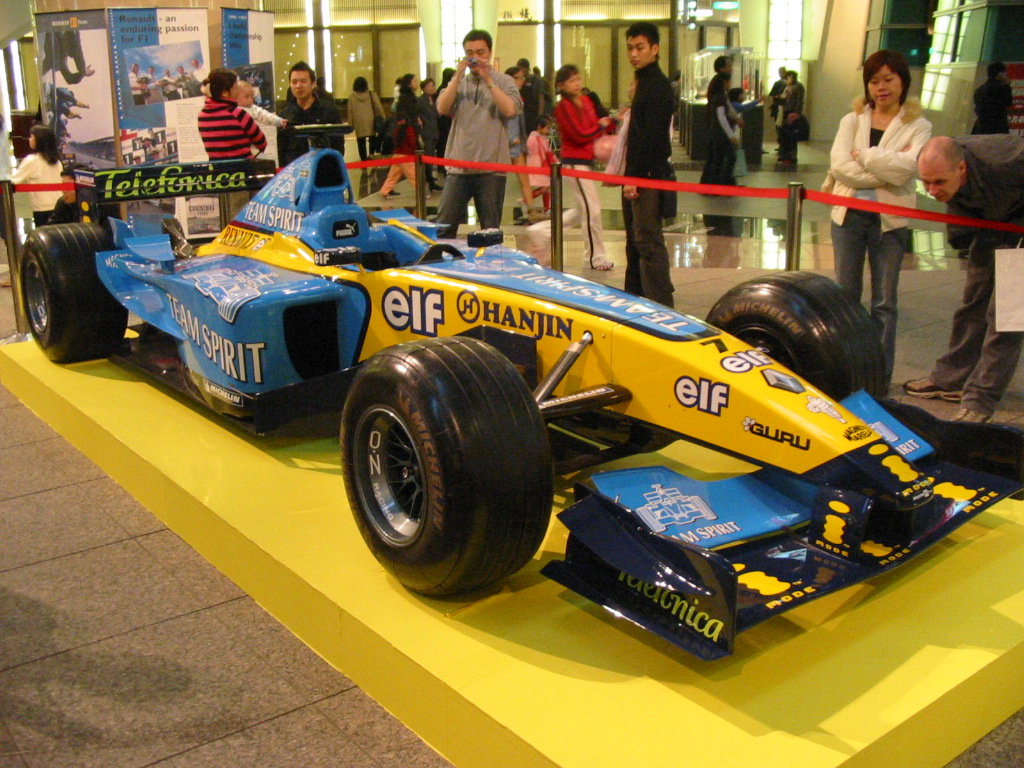
雷諾廠隊的F1賽車

賽車活動長久以來被視為車廠的行銷利器。雷諾在路易雷諾草創初期就是大獎賽常勝軍，連香奈爾夫人都知其名。在50年代今日的F1形成之後，雷諾在60年代正式加入角逐冠軍的行列，但和它在90年代的建樹相較，表現只是一般。在70和80年代之交，雷諾強烈的投入賽車運動，成立專門的賽車部門-Renault Sport。並且贏得利曼24小時耐久賽。
在1977年雷諾為自家F1賽車引擎裝上渦輪卻遭眾人嘲笑，然而在法國的分站贏得勝利之後，不到兩年時間，所有一流車隊都改用渦輪引擎。不過在80中到90雷諾卻毫無建樹，80初期先是不敵法拉利和TAG（實為保時捷與邁凱輪投資），1986年到1991年又逢本田王朝（車隊冠軍六連霸，前兩屆供應威廉士後四屆供應邁凱輪）。雖然在1989年大會改為自然進氣引擎但本田仍拿了三個冠軍。不過本田創辦人本田宗一郎先生在1991年逝世無形中預料其王朝的結束。結果在92年雷諾憑英國車手文素和威廉士車隊拿下史上第一個年度車隊冠軍，而接下來五年的年度車隊冠軍也都是使用雷諾引擎（除95年是班尼頓，其餘皆為威廉士）不過隨著其在98年退出F1，雷諾在F1的霸業也宣告結束。
在98-00雷諾將其技術賣給supertec，威廉士車隊因為在2000年與寶馬合作用了二年，其最大的支持者是班尼頓，這也間接導致後來2001年雷諾重返F1選擇收購班尼頓（因為其3年之中和supertec相輔相成，無形中扮演幫助雷諾引擎進化的角色）再來自己組廠隊。其實雷諾這種賣技術在1991年本田就施行過了，91年本田因創辦人逝世當年就有意退出，所以賣技術給本田先生大公子的公司「無限」讓其贊助footwork車隊，但91的年度雙料冠軍使本田還想再試，不過1992年空手而歸就使其完全退出F1。（無限的F1生涯是91-00）
2001年以班寧頓車隊身分回歸的雷諾表現並不出色，其111度V型引擎堪稱創意十足，但穩定度不佳，2002年以完全廠隊參賽，但遭逢法拉利強勢表現（17場15勝）無特殊表現。2003年阿隆索在匈牙利為回歸的雷諾贏得第一勝（也是其個人生涯首勝），2004年法拉利再度制霸（18場15勝）但楚理仍在摩納哥拿下一勝。2005年賽季由於規定不准換輪胎，和雷諾技術的成熟，使得用耐用度較差普利司通輪胎的法拉利失去衛冕機會跌落到年度第三，而車隊冠軍之爭則是雷諾與邁凱倫，雖然季中邁凱倫成績有顯著提升，但季初的賽車耐用度不佳種下敗因（雷諾開季就四連勝），再加上莱科宁和蒙托亚表現互有消長，邁凱倫最後就車隊和車手都屈居第二，而雷諾和阿隆索則分別為車隊和車手冠軍。
當2006年賽季進行一半，縱使恢復可換輪胎的規定，雷諾仍然強勢，不論車手或車隊積分都領先有中興之勢的法拉利，有破除部份車迷認為雷諾是因「法拉利條款」（禁換輪胎）而得利的說法。06年F1賽季只剩四站時，雷諾在車隊積分領先法拉利2分，阿隆索則於車手積分領先舒馬克12分。不過在倒數第四站-義大利站；阿隆索在只剩十圈不到就完賽的情況下引擎縮缸，而舒馬克奪冠，使原本12分的車手積分差距，縮小到2分。而在義大利之後的上海站，舒馬克與阿龍索分居1、2位，使得積分形成平分，兩者的冠軍之爭更為激烈。不過就在倒數第二站日本鈴鹿卻發生重大轉折，舒馬克在領先情況下縮缸退賽，使位居第二的阿龍索接替其位，最終奪下冠軍。這樣的結局讓兩者之間積分相差10分，不論舒馬克下一站（最終站）奪冠與否阿龍索在巴西只要拿到積分就可成為2006年世界冠軍。而阿龍索最後於巴西站奪下亞軍，衛冕車手冠軍，雷諾也以2分險勝法拉利，衛冕車隊冠軍。

## 殊榮
雷諾汽車常常榮獲歐洲年度風雲車頭銜，例如：
- 雷諾 16號（1966年）
- 雷諾 9號（1982年）
- 雷諾 Clio（1991年）

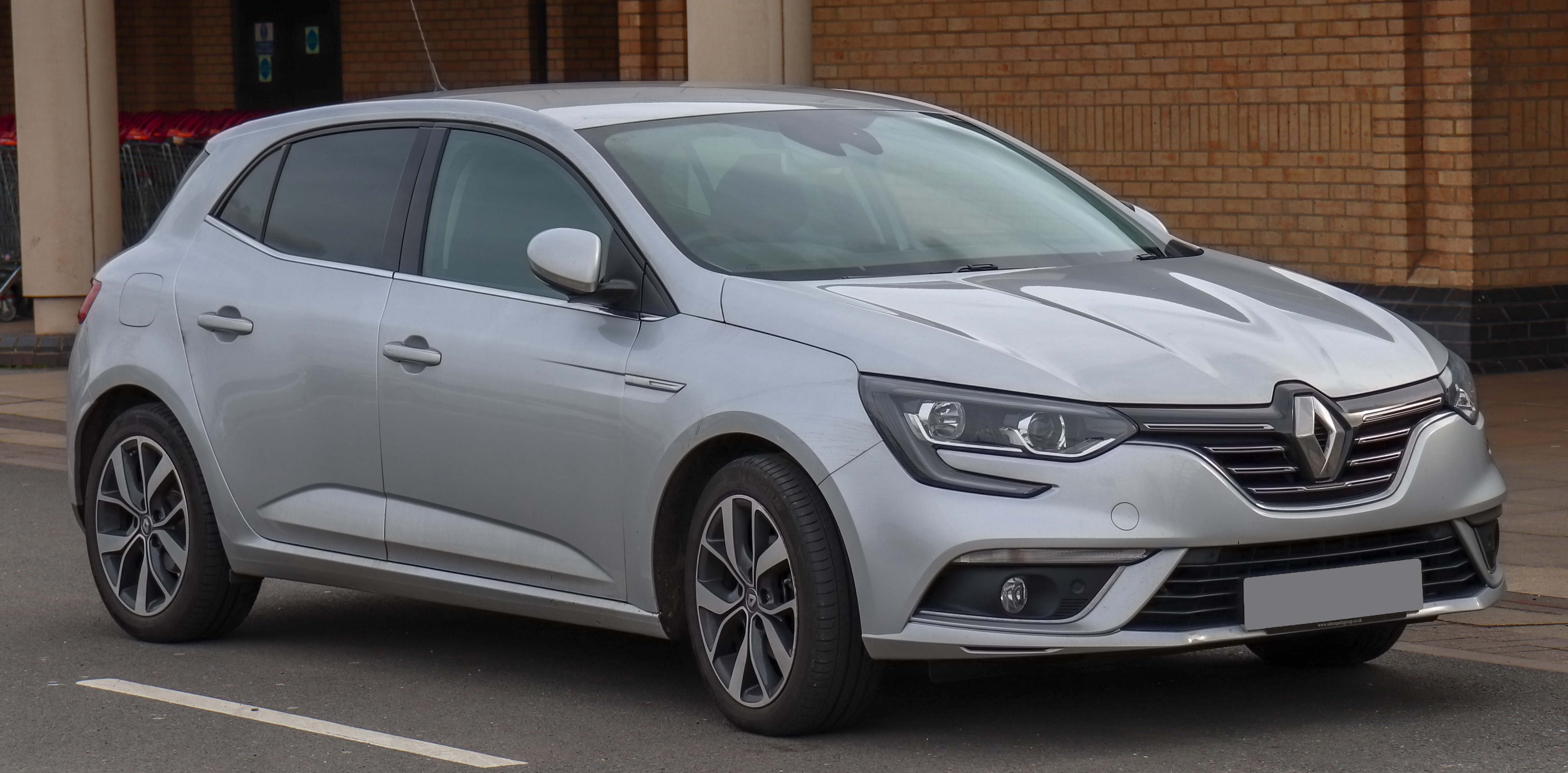
雷諾 Mégane

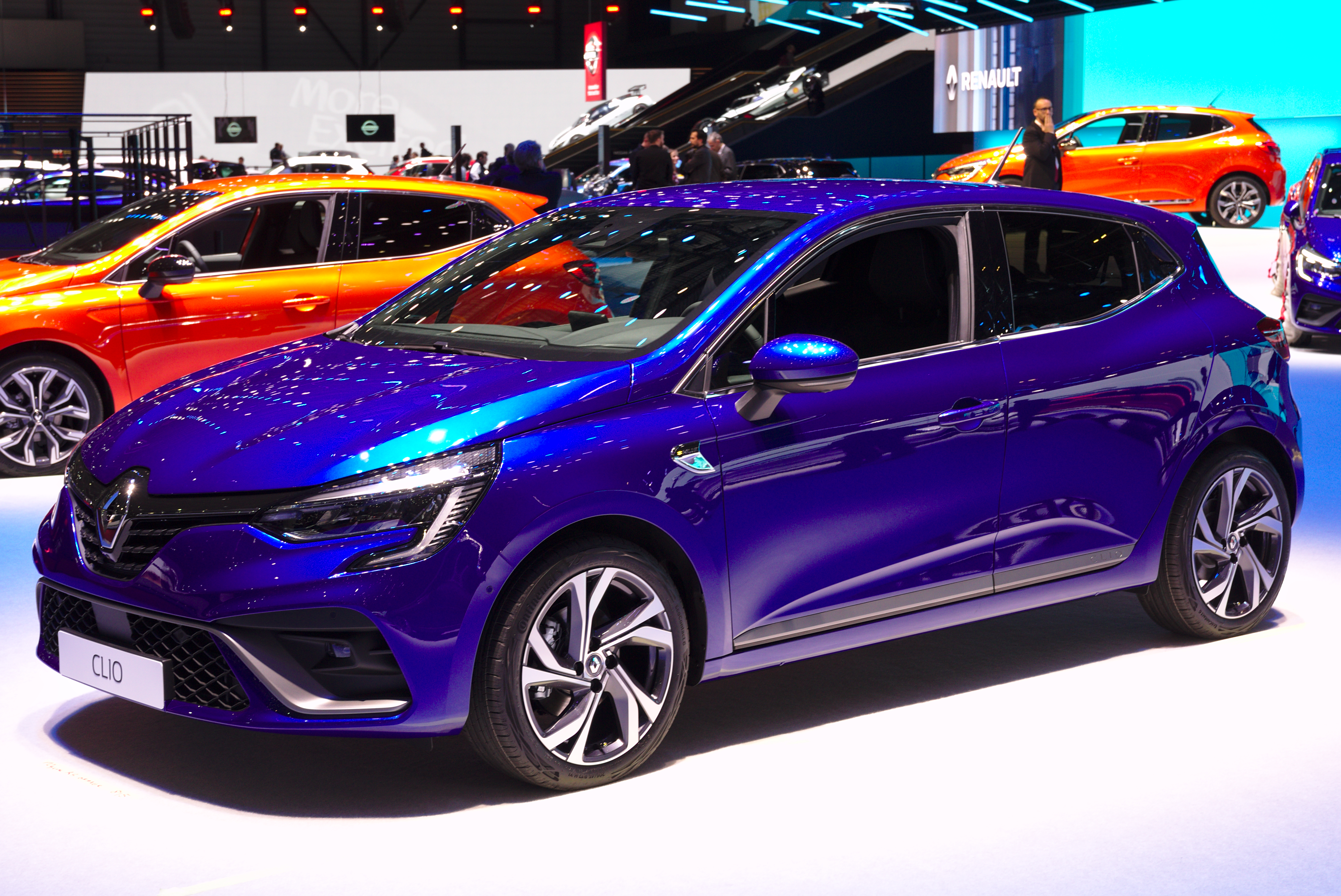
雷諾 Clio

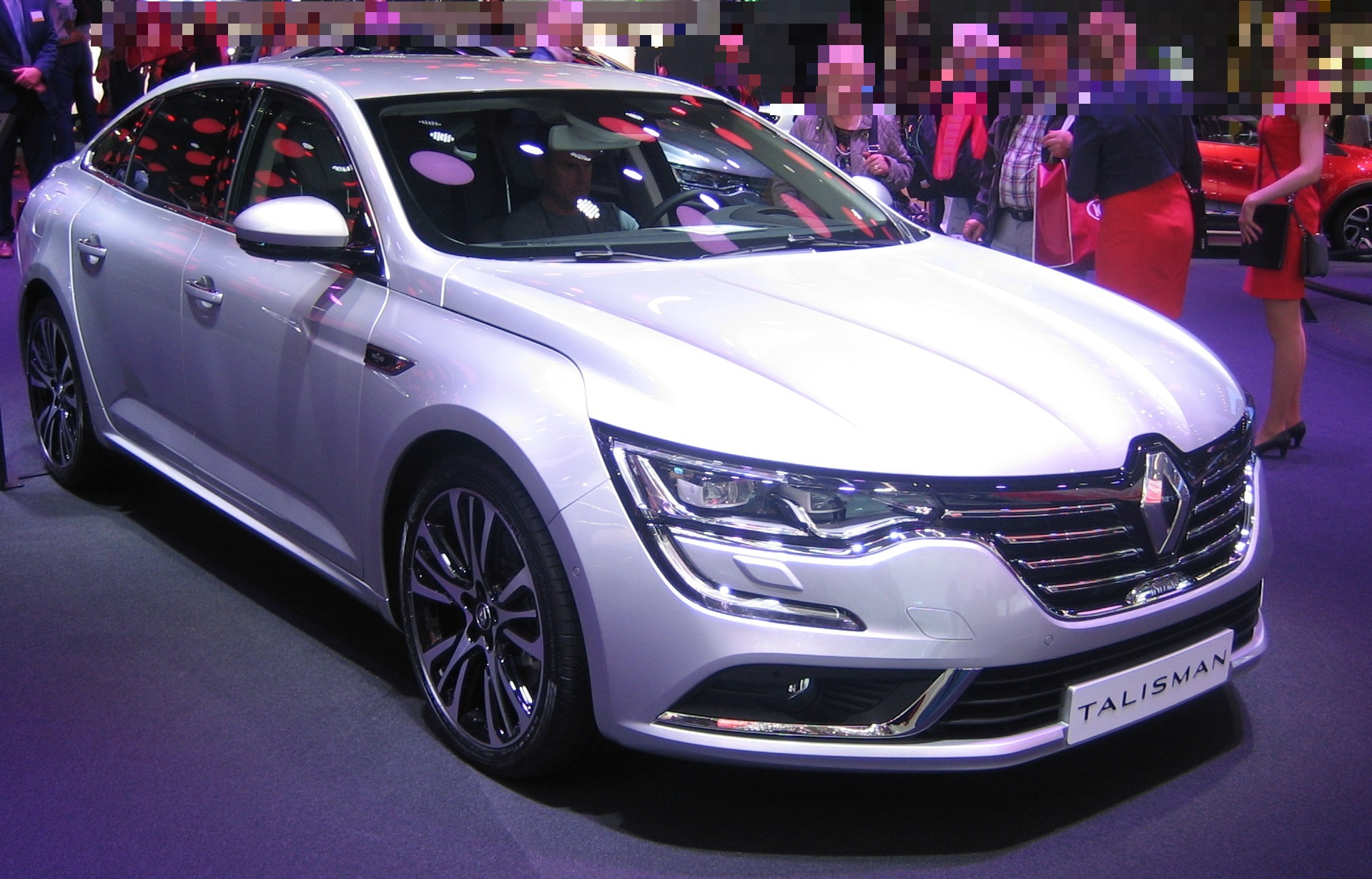
雷諾 Talisman

- 雷諾 Mégane Scénic（1997年）
- 雷諾 Mégane（2003年）
- 雷諾 Clio III（2006年）

而以下這些車款是當年度亞軍： 
- 雷諾 12號（1970年）
- 雷諾 5號（1972年）
- 雷諾 20號（1976年）
- 雷諾 25號（（1985年）
- 雷諾 Laguna（2002年）

雷諾近年是法國汽車銷售常勝軍，勝過主要對手雪鐵龍和標緻。

## 外部連結
- 官方網站
- 雷諾日產聯盟
- 雷诺中国官网 （页面存档备份，存于）